# Przyjaciele (film)
Przyjaciele (ang. The Last Kiss) – amerykański komediodramat z 2006 roku w reżyserii Tony'ego Goldwyna. Remake włoskiego filmu Ostatni pocałunek (2001). Autorem scenariusza był Paul Haggis. 
Fabuła skupia się wokół młodej pary oraz jej przyjaciół. W głównych rolach wystąpili Zach Braff, Jacinda Barrett, Casey Affleck i Rachel Bilson. Większość ujęć filmu została nakręcona w Madison w stanie Wisconsin oraz w kanadyjskiej prowincji Quebec. Pierwszy zwiastun obrazu ukazał się na internetowej stronie Braffa, w połowie czerwca 2006 roku.

## Obsada
- Zach Braff jako Michael
- Jacinda Barrett jako Jenna
- Casey Affleck jako Chris
- Rachel Bilson jako Kim
- Michael Weston jako Izzy
- Eric Christian Olsen jako Kenny
- Marley Shelton jako Arianna
- Lauren Lee Smith jako Lisa
- Harold Ramis jako profesor Bowler
- Blythe Danner jako Anna
- Tom Wilkinson jako Stephen